# Tatiana Kovylina
Tatiana Kovylina (Kazán, 4 de noviembre de 1981) es una modelo rusa. Ha aparecido en anuncios de Ann Taylor, Calvin Klein Jeans, Cole Haan, y Givenchy.  En 2002, fue portada de Madame Figaro y en 2005, desfiló en el Victoria's Secret Fashion Show, repitiendo en 2009.  Kovylina apareció en el videoclip del sencillo de Duran Duran, "Falling Down".